# NGC 2694
NGC 2694 is een elliptisch sterrenstelsel in het sterrenbeeld Grote Beer. Het hemelobject werd op 9 maart 1850 ontdekt door Johnstone Stoney, assistent van de Ierse astronoom William Parsons.

## Synoniemen
- MCG 9-15-56
- ZWG 264.34
- NPM1G +51.0121
- PGC 25143